# Schizura errucata
Schizura errucata är en fjärilsart som beskrevs av Dyar 1906. Schizura errucata ingår i släktet Schizura och familjen tandspinnare. Inga underarter finns listade.